# Калиново (гмина)
Калиново (пол. Kalinowo) — сельская гмина (волость) в Польше, входит как административная единица в Элкский повет, Варминьско-Мазурское воеводство. Население — 7047 человек (на 2004 год).

## Демография
| Перепись                       | Всего   | Всего | Женщины | Женщины | Мужчины | Мужчины |
| ------------------------------ | ------- | ----- | ------- | ------- | ------- | ------- |
| Единицы                        | человек | %     | человек | %       | человек | %       |
| Население                      | 7047    | 100   | 3423    | 48,6    | 3624    | 51,4    |
| Плотность населения (чел./км²) | 24,7    | 24,7  | 12      | 12      | 12,7    | 12,7    |

## Сельские округа
1. Божимы
2. Чиньче
3. Длуге
4. Дорше
5. Дудки
6. Голюбе
7. Голюбка
8. Гине
9. Грондзке-Элцке
10. Иваски
11. Йенджейки
12. Калиново
13. Кшижево
14. Куче
15. Кулеше
16. Ляски-Мале
17. Ляски-Вельке
18. Лисево
19. Лое
20. Макосее
21. Марциново
22. Мазурово
23. Маже
24. Милево
25. Пентки
26. Писаница
27. Правдзиска
28. Романово
29. Ромоты
30. Скоментно-Вельке
31. Скшипки
32. Стаче
33. Стожне
34. Сыпитки
35. Щудлы
36. Турово
37. Вежбово
38. Высоке
39. Заборово
40. Зане
41. Зоце

## Поселения
1. Старе-Цимохы
2. Колесники
3. Киле
4. Миколайки

## Соседние гмины
1. Гмина Августов
2. Гмина Олецко
3. Гмина Простки
4. Гмина Рачки
5. Гмина Райгруд
6. Гмина Велички